# 八幡製鐵
八幡製鐵株式会社（やわたせいてつ、旧字体：八幡製鐵株式會社、英: Yawata Iron & Steel Co., Ltd.）は、日本の大手鉄鋼メーカー日本製鉄のかつての商号（会社名）である。
1950年（昭和25年）に旧・日本製鐵（日鉄）の後継会社として発足してから、1970年（昭和45年）に富士製鐵と合併して新日本製鐵（新日鉄：現・日本製鉄）に商号を変更するまで、八幡製鐵を商号とした。この項目では、現在の日本製鉄が八幡製鐵という商号であった20年間について記述する。

## 概要
前身の日本製鐵（日鉄）は財閥解体の対象となり、過度経済力集中排除法（集排法）の適用を受けて1950年（昭和25年）4月に解体された。日鉄解体に伴って発足した後継会社の一つがこの八幡製鐵である。日鉄の鉄鋼部門を引き継いだ高炉メーカーで、粗鋼生産量は日本国内トップで、同じく日鉄の後継会社である富士製鐵と並ぶ大手高炉メーカーであった。
製鉄所は日鉄から継承した伝統のある八幡と、八幡製鐵発足後に建設した光・堺・君津の4か所で、光を除き、銑鋼一貫製鉄所である。これらの製鉄所やその他の工場を拠点に展開する鋼材の製造・販売を主力の事業とした。鉄鋼業の指標となる粗鋼の生産量は発足当初は約150万トン（1950年度実績）であったが、度重なる設備の拡張で1969年度には約11倍の1600万トンに達した。事業はこれらの鉄鋼の製造のほかにも、橋梁・配管工事や建築物の建設、製鉄関連設備の製作も行っていた。
1968年（昭和43年）に、富士製鐵との合併を発表。合併によって巨大高炉メーカーが発足するため公正取引委員会による反対もあったが、2年後の1970年（昭和45年）3月に富士製鐵と合併、新日本製鐵（新日鉄）として発足した。この合併では、手続上は八幡製鐵が存続会社となって新日鉄に社名を変更し、富士製鐵は解散したという形を採っている。

## 沿革

### 概略

#### 発足
1950年（昭和25年）4月1日、日本製鐵（日鉄）の解体に伴って、富士製鐵・日鐵汽船（現・NSユナイテッド海運）・播磨耐火煉瓦（現・黒崎播磨）の後継会社3社とともに八幡製鐵は発足した。
前身の日鉄は、1934年（昭和9年）に官営八幡製鐵所を中心に官民の製鉄業者を合同（＝製鉄合同）して発足した企業である。法律で規定された国策会社で、日本の鉄鋼生産量の大部分を生産する巨大企業であったが、その規模ゆえに太平洋戦争後の占領下で財閥解体の対象となり、過度経済力集中排除法（集排法）の適用を受けた。1948年（昭和23年）12月に解体が決定、その1年半後に日鉄解体が実施され、八幡製鐵と上記企業の計4社が発足した。富士製鐵が4工場を継承したのに対し、八幡製鐵は八幡製鐵所のみを継承した。
発足時の八幡製鐵は、銑鉄生産能力が富士製鐵に次ぐ日本国内第2位、粗鋼・鋼材の生産能力が国内第1位であった。八幡製鐵所は旧日鉄の中核をなす製鉄所で、戦前から「鋼材のデパート」呼ばれ、厚板・熱延/冷延薄板・ブリキ・珪素鋼板・形鋼・軌条など多品種の生産設備を持っていた。その一方で設備の改善が遅れていたため、八幡製鐵発足時には明治時代からの工場が残っているなど老朽化が進んでいた。

#### 1950年代前半
八幡製鐵はまず、設備の近代化を中心に企業活動を始めた。その最初の計画が「第1次合理化」計画である。
第1次合理化は、1951年度（昭和26年度）を初年度とする計画として策定された。内容は主に、アメリカなどの技術先進国からの技術導入による設備の近代化である。1957年度（昭和32年度）までに、八幡製鐵所ではアメリカ式製鋼法の導入、転炉の新設、珪素鋼板の技術改良、連続式圧延機（ストリップ・ミル、太平洋戦争勃発直前に日鉄が購入）の操業技術の導入、厚板工場の統合などがあり、溶融/電気亜鉛めっき鋼板や電気ブリキ（従来は熱漬ブリキ）が外国からの技術導入により生産が開始された。1955年（昭和30年）には、老朽化した八幡製鐵所の線材工場を置き換えるため新たに光製鐵所が建設され、ここに西ドイツから輸入した線材圧延設備を新設した。
工事はおおむね1955年度（昭和30年度）までに終了し、1957年度までに計画されたすべての工事が完成した。粗鋼生産量は、1950年度は146万トンであったが、1955年度には236万トンに増加した。

#### 1950年代後半
第1次合理化に続いて、1956年度（昭和31年度）からの計画として「第2次合理化」が実施された。当初は1960年度（昭和35年度）までの計画であったが、後に1962年度（昭和37年度）までに変更された。第1次合理化が設備の改善を中心としたのに対し、第2次合理化では生産の拡大を中心とした。
計画の中心は、八幡製鐵所の戸畑地区における銑鋼一貫設備の建設である。1959年（昭和34年）に高炉が完成、加えて転炉も新設されて、戸畑地区はそれまでの鋼板工場から銑鋼一貫工場へと変化した。光製鐵所には1959年から翌1960年にかけて、ステンレス鋼を中心とする特殊鋼を生産するための電気炉と会社初の連続鋳造機が新設され、異形形鋼・異形鋼管を生産するためのユージンセジェルネ式熱間押出設備が新設された。
鉄鋼の主要消費地の一つである関西地方への進出を狙って堺製鐵所の建設を決定。第2次合理化の一環として高炉に先駆けて1961年（昭和36年）にH形鋼工場が設置された。東海地方での銑鋼一貫設備建設も計画したが断念し、冷延鋼板の調質拠点（名古屋工場）のみを設置した。また、化学部門の合理化を進めるため、化学部門を切り離して1956年に八幡化学工業（現・日鉄ケミカル&マテリアル）を設立した。
計画された工事はおおむね1960年度に終了し、同年度の粗鋼生産量は520万トンに増加した。

#### 1960年代前半
第2次合理化に続いて1960年度から、1965年度（昭和40年度）の粗鋼生産量908万トンを目標とする「第3次合理化」が進められた。主な内容は、堺製鐵所の建設と八幡製鐵所戸畑地区における高炉の増設である。堺製鐵所は1965年（昭和40年）に高炉が完成し、八幡・戸畑に続く3つ目の銑鋼一貫製鉄所となった。また、採算性が悪い光製鐵所にはステンレス冷延鋼板の製造設備が新設され、採算性向上が図られた。1962年（昭和37年）の不況と1965年の不況の影響で減産が行われたため工事が遅れたものもあるが、おおむね1965年度には終了した。1965年度の粗鋼生産量は775万トンとなり、目標に達していない。
合理化の一方、事業の多角化が進んだ。それまで社内需要を賄っていた工作部門を「工作本部」として1963年（昭和38年）に発足させ、製鉄所に関する機械の外販を開始した。海外での技術協力を開始したのもこのころで、複数のメーカーが参加して1960年代前半に操業を開始したブラジル・ウジミナスのプロジェクトに続いて、1965年にはマレーシアの現地資本と合弁でマラヤワタ・スチール (Marayawata Steel)を設立し、海外への技術協力を本格化させた。
日本企業として本格的な市場調査・需要予測の体制を整え始めた先駆けとなったのもこの時期である。1959年10月には社内に市場調査部が設置され、1961年より本格的な需要予測の公表を開始。大口顧客への聞き取り調査をメインとした本格的な短期の需要予測を行ったのは同社が日本初であるという。この需要予測で従来とは比較にならないほどの高い需要が見込まれたことが、その後の同社の合理化計画に大きな影響を及ぼしている（新日鐵住金君津製鐵所#設立までの背景も参照）。

#### 1960年代後半
第3次合理化終了後も、引き続き設備の合理化が行われている。そのメインは君津製鐵所の建設と八幡製鐵所の更新である。君津製鐵所は鉄鋼の大消費地東京を控える関東地方にあり、年間粗鋼生産量500万トンの大規模製鉄所を目指して建設が進んだ。当初は名古屋工場と同じく冷延鋼板の調質工場として操業を開始したが、1968年（昭和43年）に高炉が完成、それに前後してその他の工場も操業を開始し銑鋼一貫体制が完成した。この結果、新日鉄発足直前の1969年度の粗鋼生産量は1626万トンに増加している。君津建設の一方で1969年（昭和44年）に、八幡製鐵所の改造計画が発表された。主な内容は、高炉・製鋼部門の八幡から戸畑への集約と生産性工場である。一部に着手したのち、新日鉄発足を迎えた。
事業の多角化が推進され、鉄骨建築物の工事や配管・橋梁などの土木工事にも本格的に進出した。また、鋼管部門の強化のため1968年（昭和43年）、長らくグループ企業であった八幡鋼管を合併した。
八幡鋼管の合併の直後にあたる1968年（昭和43年）4月、八幡製鐵と富士製鐵の合併を発表した。日本の鉄鋼業界が成熟段階に入ったことによる需要の伸びの鈍化への対応、資本の集約による過剰な生産の調節、ヨーロッパ諸国における鉄鋼業の再編に対抗しうる国際競争力の確立などの事項を合併の理由としている。これに対し公正取引委員会（公取委）は独占禁止法（独禁法）に違反する疑いがあるとして、翌1969年（昭和44年）5月、東京高等裁判所に緊急停止命令の申し立てをした上で合併否認の勧告を行った。独禁法に違反するとされたのは、八幡製鐵側では鋼矢板・鉄道用軌条・ブリキ・鋳物用銑鉄の分野である。同年10月八幡製鐵は違反の排除計画を公取委に提出、その結果公取委は八幡製鐵と富士製鐵の合併を認めるにいたった。その後、鋼矢板・軌条は日本鋼管への製造技術の提供、ブリキは保有する東洋鋼鈑株式の東洋製罐・日本鋼管への譲渡、鋳物用銑鉄は神戸製鋼所への製造設備の譲渡と製造技術の提供を行い、独禁法違反を回避した。
1970年（昭和45年）3月31日、八幡製鐵と富士製鐵は合併し、富士製鐵は解散、存続会社となった八幡製鐵が社名を変更して新日鉄が発足した。

### 年表
- 1950年（昭和25年）
  - 4月1日 - 日鉄分割実施、八幡製鐵株式会社発足。資本金8億円。工場は八幡製鐵所のみ。
- 1951年（昭和26年）
  - 4月11日 - 「制限会社」の適用解除。以降他社への資本参加が相次ぐ。
  - 8月1日 - 資本金を16億円に増資。
  - 9月20日 - 本社を鉄鋼ビルへ移転。
- 1952年（昭和27年）
  - 5月30日 - 48億円に増資。
- 1953年（昭和28年）
  - 5月23日 - 溶融亜鉛めっき鋼板の製造を開始。
  - 12月16日 - 電気亜鉛めっき鋼板の製造を開始。
- 1955年（昭和30年）
  - 5月14日 - 電気スズめっき鋼板の製造を開始。
  - 5月18日 - 光製鐵所発足（同月操業開始）。
  - 8月1日 - 96億円に増資。
- 1956年（昭和31年）
  - 10月1日 - 八幡化学工業を設立。順次化学・セメント部門を同社へ移管。
- 1957年（昭和32年）
  - 1月31日 - 150億円に増資。
  - 9月17日 - 八幡製鐵所に会社初の転炉を新設。
- 1958年（昭和33年）
  - 8月1日 - 230億円に増資。
  - 9月1日 - 八幡製鐵所戸畑地区を管轄する戸畑製造所が発足。
  - 10月1日 - ステンレス鋼熱延鋼帯の製造を本格的に開始。
- 1959年（昭和34年）
  - 8月 - H形鋼販売開始。
  - 9月1日 - 戸畑製造所に高炉を新設。
  - 9月7日 - ユージンセジェルネ式熱間押出法による形鋼・シームレス鋼管の製造を開始。
- 1960年（昭和35年）
  - 2月1日 - 380億円に増資。
  - 12月 - 光製鐵所に会社初の連続鋳造設備を新設。
- 1961年（昭和36年）
  - 1月 - 耐候性高張力鋼生産開始。
  - 3月1日 - 580億円に増資。名古屋工場発足（4月1日操業開始）。
  - 10月1日 - 堺製鐵所発足（11月26日操業開始）。
- 1962年（昭和37年）
  - 1月 - アルミめっき鋼板の製造を開始。
  - 3月 - ステンレス鋼線材の製造を開始。
  - 5月1日 - 870億円に増資。
- 1963年（昭和38年）
  - 7月 - ステンレス鋼厚板の製造を開始。
  - 10月1日 - 工作本部発足。
- 1964年（昭和39年）
  - 1月 - ステンレス冷延鋼帯の製造を開始。
  - 11月28日 - 1249億6000万円に増資。
  - 12月1日 - 八幡製鐵所の八幡地区を管轄する八幡製造所が発足。
- 1965年（昭和40年）
  - 2月1日 - 君津製鐵所発足（4月1日操業開始）。
  - 6月24日 - 堺製鐵所に高炉を新設。
  - 8月1日 - マレーシア資本と共同で、マラヤワタ・スチールを設立。
- 1966年（昭和41年）
  - 4月 - ティンフリースチール販売開始。
- 1967年（昭和42年）
  - 10月1日 - 八幡鋼管の販売部門を移管。
- 1968年（昭和43年）
  - 4月1日 - 八幡鋼管を吸収合併、東京製造所発足。1273億6000万円に増資。
  - 4月17日 - 富士製鐵との合併を発表。
  - 6月 - 鍛接鋼管の製造を開始。
  - 11月27日 - 君津製鐵所に高炉を新設。
- 1969年（昭和44年）
  - 7月1日 - 鉄構事業部発足。
  - 9月4日 - 響灘工事事務所発足。
- 1970年（昭和45年）
  - 3月31日 - 富士製鐵と合併し、新日本製鐵株式会社（新日鉄）に社名変更。

## 事業

### 鉄鋼事業
主力の事業は、鉄鋼の製造・販売を主力とする鉄鋼事業である。以下に示す工場を拠点とした（括弧内には所在地を示した）。
- 八幡製鐵所（福岡県北九州市八幡区枝光町）
- 光製鐵所（山口県光市島田）
- 堺製鐵所（大阪府堺市築港八幡町）
- 君津製鐵所（千葉県君津郡君津町人見）
- 東京製造所（東京都板橋区舟渡4丁目）
- 名古屋工場（愛知県名古屋市港区空見町）

日鉄から継承したのは八幡のみ。光は1955年（昭和30年）に、堺は1961年（昭和36年）に、君津は1965年（昭和40年）にそれぞれ発足した。東京製造所は1968年（昭和43年）の八幡鋼管の吸収合併に伴い設置された。名古屋工場は1961年に設置されたが、新日鉄発足後まもなく閉鎖され、これのみ現存しない。高炉を持つ「銑鋼一貫製鉄所」は八幡・堺・君津の3工場である。
工場によって製品は異なるが、名古屋を除く5工場で鋼板（厚板・熱延薄板・冷延薄板・めっき鋼板など）や条鋼（棒鋼・線材・形鋼・鋼矢板・軌条など）、鋼管、特殊鋼の珪素鋼板、ステンレス鋼鋼材などの鋼材を生産した。また、鋳物用の銑鉄の生産も行っていた。なお、名古屋工場は冷延薄板に調質圧延を行うための工場である。
研究拠点の研究所（東京研究所）は、神奈川県川崎市井田に置かれた。

### 建設事業
1963年（昭和38年）に建設業法に基づく登録を行い、建設業者となった。開発した鋼製建築材料や工法を市場に定着させ、拡大させることを目的とした。
1963年にまず橋梁工事を受注。その後水道などの配管工事、海底配管工事、シーバースなど海洋構造物の製作などに進出した。1964年（昭和39年）ごろからはビルや工場建物などの鉄骨建築物の工事受注が本格化した。
1969年（昭和44年）7月に事業を推進する「鉄構事業部」が設置され、全国的な工事施工体制が整えられた。また同年9月、北九州市若松区に大型構造物の加工基地として響灘工事事務所（後の日鉄トピーブリッジ若松工場）が新設された。

### 工作事業
官営製鉄所時代から八幡製鐵所には機械などの製作を行う工作部門が付属していたが、1963年（昭和38年）10月より鉄鋼部門より独立して「工作本部」が発足、社内だけではなく社外の設備工事も行うようになった。設計・製作する設備は、転炉設備や圧延設備などの製鉄プラントである。八幡や堺を拠点とした。

### 化学事業
発足当初は八幡製鐵所においてコークスを製造する際に発生するコールタールやコークス炉ガスなどを原料とする石炭化学事業を展開していた。製品は硫酸アンモニウム・ベンゼン・ピッチなど。
1956年（昭和31年）に八幡化学工業（現・日鉄ケミカル&マテリアル）を設立し、同社に全化学製品の販売と戸畑地区での生産を移管した。八幡地区での生産は設備の更新が実施され次第順次八幡化学工業に移管され、1960年（昭和35年）4月までに化学部門の全設備が八幡製鐵から切り離された。

### 窯業
八幡製発足時の八幡製鐵所には、炉材となる耐火煉瓦を自給する炉材工場があった。しかし、1956年（昭和31年）10月に系列の黒崎窯業（現・黒崎播磨）に譲渡された。
また、八幡では高炉から産出されるスラグを有効活用して高炉セメントが生産されていたが、化学事業と同様に1956年に八幡化学工業に移管された。

## 歴代社長
八幡製鐵ではその20年間の社史において、以下の4名が経営トップの社長に就いている。
1. 三鬼隆 : 1950年（昭和25年）4月1日就任、1952年（昭和27年）4月9日事故死
2. 渡辺義介 : 1952年（昭和27年）5月10日就任、1956（昭和31年）1月6日病死
3. 小島新一 : 1956年（昭和31年）1月13日就任、1962年（昭和37年）5月28日会長へ異動
4. 稲山嘉寛 : 1962年（昭和37年）5月28日就任、1970年（昭和45年）3月31合併後の新日本製鐵社長へ異動

三鬼はかつて八幡製鐵の前身である解体前の日本製鐵の6代目社長を務めており、渡辺も同じく日鐵の5代目社長を務めていた。
その三鬼と渡辺がともに社長在任中に死去したこともあり、八幡製鐵で社長から会長への異動があったのは次の小島が空前絶後となった。
八幡で最後の社長となった稲山は、そのまま合併後の新日鐵における最初の社長へ異動したのち、1973年（昭和48年）5月に退任して会長へ異動している。

## 関係会社
前身の日鐵は解体の過程で持ち株をすべて手放していたため、八幡製鐵発足時に日鉄から継承した他社の株式は皆無であった。また後継会社も日鐵と同様に「制限会社」に指定されたため、しばらくは他社の株式は保有できないままでいた。日鐵の制限会社の指定が解除されたのは1951年（昭和26年）4月で、それ以降八幡製鐵は製品の需要家や原料の取り引きのある会社、関連事業を展開する会社などに出資し、企業グループを形成した。
主な出資企業は以下のとおりである。

### 鉄鋼メーカー
資本関係や製品供給関係のあった高炉メーカー・平炉メーカー・電気炉メーカー・特殊鋼メーカーを挙げた。出資比率はおおむね10%台以下である。
- 大鐵工業株式会社 - 1951年（昭和26年）4月資本参加。単圧メーカーののち電気炉メーカーに転換。現・大阪製鐵。
- 日新製鋼株式会社 - 1951年10月資本参加。平炉メーカーののち高炉メーカーに転換。
- トピー工業株式会社 - 1957年（昭和32年）10月資本参加。電気炉メーカー。
- 特殊製鋼株式会社 - 1960年（昭和35年）6月資本参加。特殊鋼メーカー。現・大同特殊鋼。
- 愛知製鋼株式会社 - 1960年12月資本参加。特殊鋼メーカー。
- 三菱製鋼株式会社 - 1961年（昭和36年）3月資本参加。特殊鋼メーカー。
- 日曹製鋼株式会社 - 1961年4月資本参加。平炉メーカー。現・大平洋金属。
- 日本砂鐵鋼業株式会社 - 1961年7月資本参加。現・合同製鐵。
- 中部鋼鈑株式会社 - 1965年（昭和40年）3月資本参加。電気炉メーカー。
- 日本特殊鋼株式会社 - 1967年（昭和43年）3月資本参加。特殊鋼メーカー。現・大同特殊鋼。
- 大谷重工業株式会社 - 1968年（昭和43年）4月資本参加。現・合同製鐵。
- 大阪製鋼株式会社 - 1968年10月資本参加。高炉メーカー。現・合同製鐵。

### 加工メーカー
八幡製鐵の鋼材を使用し加工品を製造したメーカーで、主な出資比率が20%以上の企業を挙げる。
- 東洋電極工業株式会社 - 1951年6月資本参加。溶接材料メーカー。1958年（昭和33年）7月日本溶接棒と合併し八幡溶接棒となる。現・日鉄溶接工業。
- 八幡エコンスチール株式会社 - 1952年（昭和27年）4月設立。軽量形鋼・デッキプレート・スチールサッシなどを製造。現・日鉄建材。
- 九州製罐株式会社 - 1952年6月資本参加。缶メーカー。1965年（昭和40年）に大和製罐に合併。
- 大和製罐株式会社 - 1952年7月資本参加。缶メーカー。
- 八幡鋼管株式会社 - 1952年9月資本参加。鋼管メーカー。1968年（昭和43年）八幡製鐵が合併。
- 三晃金属工業株式会社 - 1954年（昭和29年）5月資本参加。屋根材メーカー。
- 八幡金属加工株式会社 - 1954年11月設立。鋼製型枠・鋼製仮設資材などの土木・建築用資材を製造。現・日鉄建材。
- 日本溶接棒株式会社 - 1955年（昭和33年）10月設立。溶接材料メーカー。1958年東洋電極工業と合併。
- 株式会社日本ドラム罐製作所 - 1960年6月資本参加。ドラム缶メーカー。現・日鉄ドラム。
- 鈴木金属工業株式会社 - 1961年1月資本参加。特殊鋼線メーカー。現・日鉄SGワイヤ。
- 日亜鋼業株式会社 - 1961年4月資本参加。線材加工メーカー。
- 東洋鋼鈑株式会社 - 1962年（昭和37年）3月資本参加、1970年（昭和45年）2月株式売却。ブリキメーカー。
- 関西ドラム株式会社 - 1968年4月設立。ドラム缶メーカー。現・日鉄ドラム。

### 電力会社
製鉄所に電力を供給するために電力会社（一般電気事業者）と共同で設立した会社は以下のとおり。
- 堺共同火力株式会社 - 関西電力と共同で1961年9月設立。堺製鐵所に電力供給。
- 君津共同火力株式会社 - 東京電力と共同で1967年（昭和42年）6月設立。君津製鐵所に電力供給。
- 戸畑共同火力株式会社 - 九州電力と共同で1967年8月設立。八幡製鐵所（戸畑地区）に電力供給。現・九州共同発電。

### その他
- 太平工業株式会社 - 1951年7月資本参加。建設業者。現・日鉄テックスエンジ。
- 播磨耐火煉瓦株式会社 - 1952年6月資本参加。耐火物メーカー。現・黒崎播磨。
- 八幡製鐵ビルディング - 1952年9月設立。不動産業者。現・スピナ。
- 日鐵化学工業株式会社 - 1953年（昭和28年）12月資本参加。ピッチコークスメーカー。現・日鉄ケミカル&マテリアル。
- 日鐵八幡港運株式会社 - 1954年2月資本参加。港湾運送業者。現・日鉄物流八幡。
- 黒崎窯業株式会社 - 1956年9月資本参加。耐火物メーカー。現・黒崎播磨。
- 八幡化学工業株式会社 - 1956年10月、八幡製鐵の化学事業を分離して設立。現・日鉄ケミカル&マテリアル。
- 製鐵原料輸送株式会社 - 1958年（昭和33年）12月資本参加。製鉄所関連作業を行う。現・テツゲン。
- 不動建設株式会社 - 1959年（昭和34年）5月資本参加。建設業者。現・不動テトラ。
- 八幡電設工業株式会社 - 1960年1月資本参加。電気工事業者。現・日鉄住金テックスエンジ。
- 日本プレスコンクリート工業株式会社 - 1960年3月資本参加。コンクリート2次製品メーカー。現・ジオスター。
- 九州石油株式会社 - 1960年12月資本参加。石油元売。
- 日本テトラポッド株式会社 - 1961年（昭和36年）5月設立。テトラポッドのメーカー。現・不動テトラ。
- スカイアルミニウム株式会社 - 1964年（昭和39年）12月設立。アルミニウム圧延メーカー。現・UACJ。
- 八幡不動産株式会社 - 1965年3月設立。不動産業者。現・日鉄興和不動産。
- 製鐵運輸株式会社 - 1967年7月設立。君津製鐵所の物流を担当。現・日鉄物流グループの日鉄住金物流君津。

## スポーツ
- 社会人野球
  - 八幡製鐵硬式野球部
  - 八幡製鐵堺硬式野球部
  - 八幡製鐵光硬式野球部

- バレーボール
  - 八幡製鐵バレーボール部 - 男子バレーボールチーム。

- ラグビー
  - 八幡製鐵ラグビー部

- バスケットボール
  - 八幡製鐵バスケットボール部 - 男子バスケットボールチーム。

- 社会人サッカー
  - 八幡製鉄サッカー部